# Lamellofoni

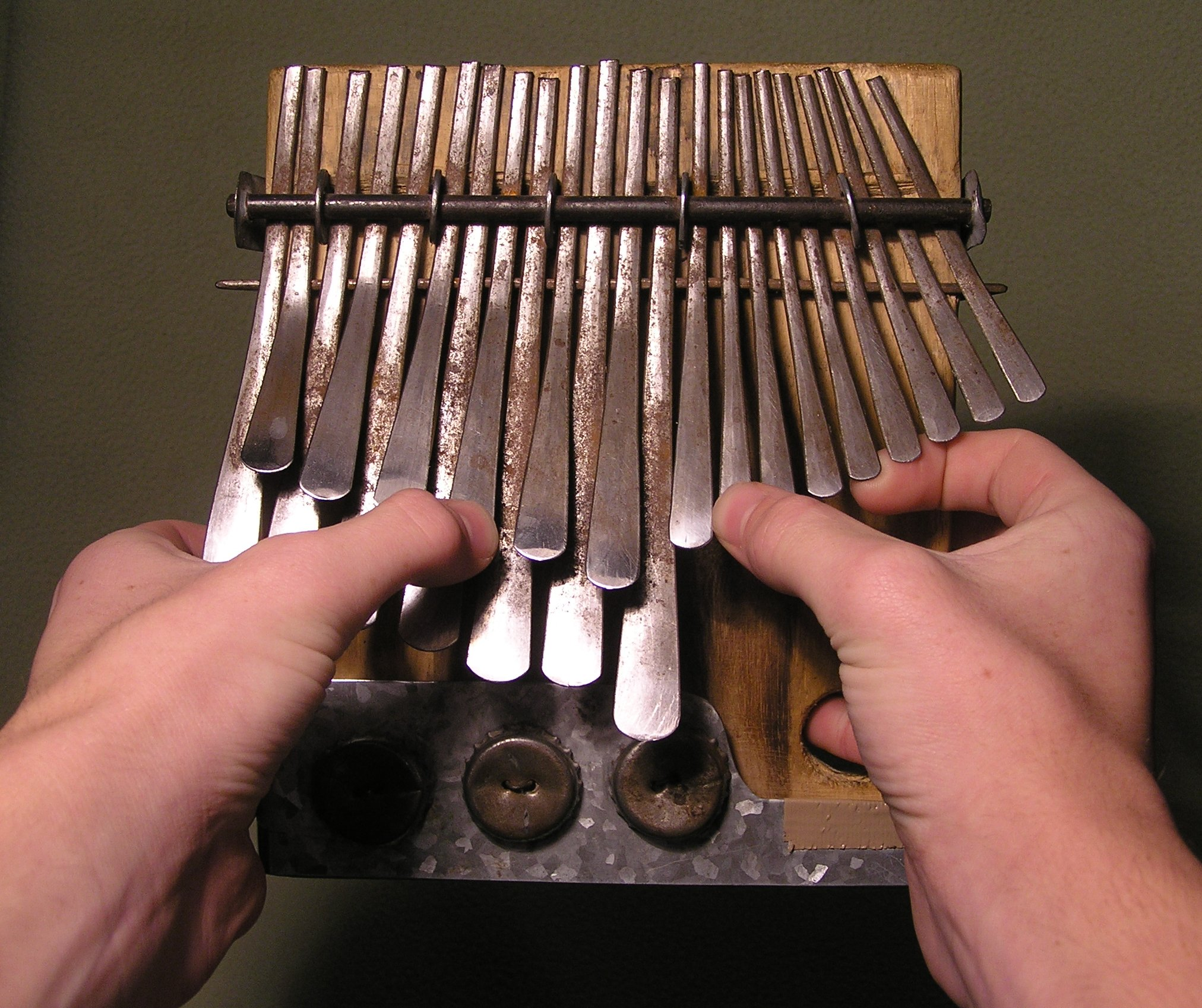
Una mbira (Africa sudorientale)

I lamellofoni (dal latino lamella), o più propriamente idiofoni a pizzico, sono una famiglia di strumenti musicali in cui il suono è prodotto da una serie di sottili lamine, ciascuna delle quali è fissata a una sola estremità; il musicista suona abbassando l'estremità libera della lamina e poi lasciandola bruscamente libera, in modo da produrne la vibrazione.
Gli idiofoni a pizzico sono classificati dal sistema Hornbostel-Sachs con il codice 12.
Sebbene esistano lamellofoni in Europa e in Asia (due esempi sono il carillon e lo scacciapensieri), gran parte di essi si trovano nella musica africana; molti (per esempio la mbira e la kalimba) sono spesso identificati con il nome generico di pianoforte a pollice (thumb piano). Lamellofoni di questo genere svolgono un ruolo centrale nella musica dell'Africa sudorientale. Dalla tradizione africana derivano anche strumenti caraibici come la marimbula.

## Elenco di lamellofoni
- Scacciapensieri
- Carillon
- Kalimba
- Kouxian
- Marímbula
- Mbira
  - Array mbira
- Morsing